# Enicophlebia pallida
Enicophlebia pallida es una especie de mantis de la familia Iridopterygidae.

## Distribución geográfica
Se encuentra en Madagascar.